# 気みじかドナルド
『気みじかドナルド』（きみじかドナルド、原題：Cured Duck）は、ウォルト・ディズニー・プロダクション（現：ウォルト・ディズニー・カンパニー）が製作した1945年10月26日公開のアニメーション短編映画作品。ドナルドダック・シリーズの第60作である。

## あらすじ
恋人のデイジーの家にやってきたドナルド。しかし短気な性格が災いして部屋の中を滅茶苦茶に暴れ回ってしまい、デイジーに短気が治るまで一緒に出かけたくないと言われ追い返されてしまう。
ドナルドは大層落ち込むが、その帰り道に見つけた新聞で短気を治せる機関を知り早速申し込む。
家に届いた短気相談機械からの嫌がらせに10分間耐え、ドナルドは生まれ変わった。
癇癪を起さなくなったドナルドを見て、デイジーは彼を見直す。
しかし、かぶってきた帽子を笑われ、今度は彼女の方が癇癪を起してしまうのであった。

## スタッフ
- 製作：ウォルト・ディズニー
- 脚本：ロイ・ウィリアムズ
- 音楽：オリバー・ウォレス
- 背景：メルル・コックス
- レイアウト：アーニー・ノーデリ
- 原画：ビル・ジャスティス、フレッド・コピエッツ、サンディ・ストロザー、ドン・トウスレイ

## キャスト
| キャラクター   | 原語版                 | 旧吹き替え版 | 新吹き替え版 |
| -------------- | ---------------------- | ------------ | ------------ |
| ドナルドダック | クラレンス・ナッシュ   | 関時男       | 山寺宏一     |
| デイジーダック | グローリア・ブロンデル | 後藤真寿美   | 土井美加     |
| 短気相談機械   | ?                      | 江原正士     | 安西正弘     |
| ナレーション   | -                      | 土井美加     | -            |

## 日本での公開
収録
- 『ドナルド・ダックのガーガー大旋風』（LD、1986年発売、旧吹き替え版）
- 『ドナルド・ダックのガーガー大旋風』（VHS、株式会社ポニー、旧吹き替え版）
- 『ドナルドダック!! ドナルド・ダックのガーガー大旋風』（VHS、バンダイ・ホームビデオ、旧吹き替え版）
- 『デイジー』（LD、1986年発売、旧吹き替え版）
- 『Donald Duck A Star is Born』（LD、1995年発売、新吹き替え版）
- 『ドナルドダック・クロニクル Vol.2 限定保存版』（DVD、ブエナ・ビスタ・ホーム・エンターテイメント、2009年発売、新吹き替え版）